# Rosenrot (album)
Rosenrot is het vijfde studioalbum van de Duitse band Rammstein, dat in oktober 2005 is uitgekomen. De oorspronkelijke titel was Reise, Reise - Volume II, maar een paar weken na de bekendmaking van die naam koos Rammstein toch voor de naam Rosenrot. De hoes van het album is vrijwel gelijk aan die van de Japanse versie van de voorloper van Rosenrot, Reise, Reise.
Rosenrot is een erg poëtisch album, verschillende nummers zijn gebaseerd op gedichten. In de hoes van het album staat ook fragment uit een gedicht van Till Lindemann, de zanger van Rammstein.
De onderwerpen van de nummers zijn ook minder gewelddadig dan die van de vorige albums hoewel ze melancholischer worden.
De band zingt nu in Te Quero Puta voor de eerste keer in het Spaans.
Verschillende nummers zijn al op singles uitgebracht.
Er is ook een gelimiteerde versie uitgebracht met nummers van de voorgaande albums op een bonus DVD, twee van Reise Reise en een van Mutter.

## Nummers
1. Benzin (3:46)
2. Mann Gegen Mann (3:51)
3. Rosenrot (3:55)
4. Spring (5:25)
5. Wo Bist Du (3:56)
6. Stirb Nicht Vor Mir (Don't Die Before I Do) (4:06)
7. Zerstören (5:29)
8. Hilf Mir (4:44)
9. Te Quiero Puta! (3:56)
10. Feuer Und Wasser (5:13)
11. Ein Lied (3:44)

Nummers bonus DVD (gelimiteerde versie):
1. Reise, Reise
2. Mein Teil
3. Sonne

## Singles
1. Benzin
2. Rosenrot
3. Mann gegen Mann